# Tylman van Gameren
Tylman van Gameren, também Tilman ou Tielman e Tylman Gamerski, (Utrecht, 3 de julho de 1632 – c. 1706, Varsóvia)  foi um arquiteto e engenheiro polaco nascido na Holanda que, aos 28 anos, se estabeleceu na Polónia e trabalhou para a rainha Maria Casimira, esposa do rei polaco João III Sobieski. Tylman deixou um grande legado de edifícios que são considerados relíquias da arquitetura barroca polaca.

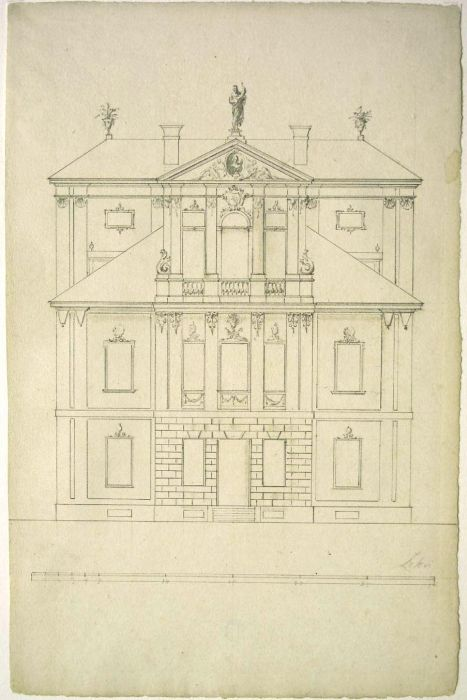
Projeto de Van Gameren para o Palácio Kotowski em Varsóvia, c. 1682

## Obras
Palácios aristocráticos
- Palácio Ostrogski em Warsaw, depois de 1681
- Palácio Krasiński em Warsaw, depois de 1677
- Palácio Bieliński Otwock Wielki, construído em 1682–1689
- Palácio Branicki em Białystok, construído em 1691–1697
- Radziejowski Palácio Nieborów, construído em 1694

Igrejas e outros projectos
- St. Kazimierz Church em Warsaw, construído em 1688–1692
- St. Anne's Church em Kraków, construído em 1689–1703
- Sobieski Royal Chapel em Gdańsk, construído em 1678–1681
- Lubomirski palácio Łazienki, construído em 1683–1689
- Igreja Capuchin, Warsaw

## Literatura
- Stanisław Mossakowski, Tilman van Gameren: Leben und Werk, Deutscher Kunstverlag, Munique 1994, XIII, 366 S.,ISBN 3-422-06097-9
- Ottenheym, KA e Goossens, EJHP (2002). "De Nederlandse jaren van Tilman van Gameren. Bronnen van inspiratie en scholing" . In: EJ Goossens & KA Ottenheym (eds.), Tilman van Gameren. Um arquiteto holandês aan het hof na Polônia (pp. 24–39). Amsterdã: Stichting Koninklijk Paleis Amsterdã.